# Polypedates chlorophthalmus
Polypedates chlorophthalmus är en groddjursart som beskrevs av Das 2005. Polypedates chlorophthalmus ingår i släktet Polypedates och familjen trädgrodor. IUCN kategoriserar arten globalt som otillräckligt studerad. Inga underarter finns listade i Catalogue of Life.